# Steuerbezirk Gurk
Der Steuerbezirk Gurk war in der ersten Hälfte des 19. Jahrhunderts einer der 89 Bezirke der Provinz Kärnten in Österreich. Er umfasste folgende drei Steuergemeinden in ihren damaligen Grenzen:
- Katastralgemeinde Gurk
- Katastralgemeinde Weitensfeld
- Katastralgemeinde Wullroß

Der Bezirk umfasste eine Fläche von 4216 Joch, das entspricht etwa 24 km². Im Jahr 1846 hatte der Bezirk 1416 Einwohner. Bezirkskommissär war Karl Werzer.
Im Zuge der Reformen nach der Revolution von 1848/49 wurden die Steuerbezirke aufgelöst. Die bis dahin dem Steuerbezirk Gurk zugehörigen Steuergemeinden wurden dann den neu errichteten politischen Gemeinden Gurk (Katastralgemeinde Gurk) und Weitensfeld im Gurktal (Katastralgemeinden Weitensfeld und Wullroß) zugeteilt.